# N̈
Der Buchstabe N̈ (kleingeschrieben n̈) ist ein Buchstabe des lateinischen Schriftsystems, bestehend aus einem N mit Trema. Er wird in Jakaltek sowie manchmal in Malagasy für den Laut [ŋ] verwendet.

## Darstellung auf dem Computer
In TeX kann man das N mit Trema mit den Befehlen \"N und \"n dargestellt werden. 